# Sukur
Sukur is een cultuurlandschap in de Nigeriaanse staat Adamawa. Het maakt sinds 1999 deel uit van de werelderfgoedlijst vanwege haar terrassen, een paleis en een dorp. Daarnaast zijn in het landschap diverse resten van de ijzerindustrie te vinden.

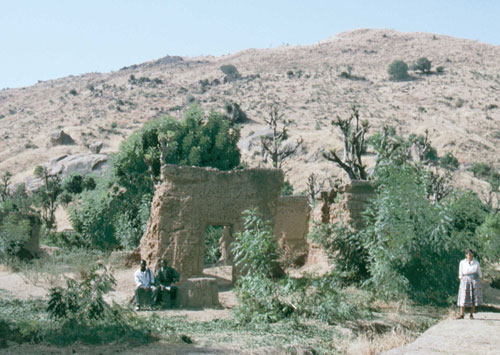
Ruïne in Sukur